# I dominatori
I dominatori (In Old California) è un film del 1942 diretto da William C. McGann. È un film western statunitense con John Wayne.

## Trama
Durante la febbre dell'oro un farmacista di Boston, Tom Craig, va in California per aprire una farmacia a Sacramento che essendo ancora senza sceriffo è infestata da una banda di prepotenti che con la sola forza delle armi abusa dei cittadini inermi. La cantante del saloon, fidanzata col capobanda molto geloso, è attratta dal bel farmacista che non tollera prepotenze e soprusi e comincia a combattere contro i prepotenti, i quali lo contrastano con ogni mezzo tentando anche di impiccarlo. Alla fine il capobanda, in punto di morte, confessa le sue colpe e scagiona così l'accusato dell'uccisione dell'ubriacone del paese.

## Produzione
Il film, diretto da William C. McGann su una sceneggiatura di Gertrude Purcell e Frances Hyland con il soggetto di J. Robert Bren e Gladys Atwater, fu prodotto da Robert North per la Republic Pictures e girato nei Republic Studios a Hollywood e a Kernville, in California dal marzo all'aprile del 1942. Il titolo di lavorazione fu Gold Runs the River (titolo della storia originale di Bren e Atwater). I brani della colonna sonora California Joe e She Was a Heavenly Sight furono composti da Johnny Marvin e Fred Rose. Altri brani della colonna sonora sono California e Jerusalem My Happy Home.

## Distribuzione
Il film fu distribuito con il titolo In Old California negli Stati Uniti dal 31 maggio 1942 al cinema dalla Republic Pictures. È stato distribuito anche in versione colorizzata.
Alcune delle uscite internazionali sono state:
- nel Regno Unito l'11 gennaio 1943
- in Svezia il 28 agosto 1944 (Äventyrare i Sacramento)
- in Portogallo il 27 novembre 1944 (A Emboscada)
- in Francia il 1º novembre 1946 (Sacramento)
- in Italia il 25 giugno 1947
- in Francia il 23 aprile 1948 (Parigi)
- in Austria il 24 giugno 1949 (Der Draufgänger von Boston e Lynchjustiz)
- ad Hong Kong il 4 maggio 1950
- nelle Filippine il 18 marzo 1952
- in Germania Ovest il 17 ottobre 1952 (Der Draufgänger von Boston)
- in Giappone il 26 febbraio 1953
- in Finlandia il 10 febbraio 1961 (Kultaa ja verta)
- in Spagna e in Venezuela (En la vieja California)
- in Grecia (Aima stin California)
- in Brasile (Caminho Fatal)
- in Italia (I dominatori)